# Industrial National Bank Building
El Industrial National Bank Building es un rascacielos histórico de oficinas situado en el Downtown de la ciudad de Providence, la capital del estado de Rhode Island (Estados Unidos). Ubicado en 111 Westminster Street (conocido localmente como Superman Building) es el edificio más alto de la ciudad, el más alto del estado de Rhode Island y el 28° más alto de Nueva Inglaterra. Con una altura de 130 m y 26 pisos, ocupa una huella en la periferia este de la Plaza Kennedy. El edificio está desocupado desde abril de 2013.

## Historia

### Butler Exchange building
Antes de que se erigiera el edificio actual, el sitio era la ubicación del edificio Butler Exchange de seis pisos. Ubicado en 55 Exchange Place y construido en 1872, la tierra fue supuestamente escriturada por los herederos del Samuel Butler original. Debido a cambios de dirección en toda la ciudad, en 1913 tenía la dirección 123 Westminster. El edificio de 1872 albergaba la Escuela Comercial de Rhode Island, que fue comprada y fusionada con Bryant & Stratton College en 1916, el precursor de la Universidad Bryant. Albergaba muchas empresas minoristas como Dodge y Camfield (importadores y tenderos), A. & L. Tirocchi Gowns y Waite Auto Supply Company. El Gimnasio Sanitario de Damas de Providence también era inquilino. Ese edificio fue demolido en 1925, tras un devastador incendio, para dar paso a una nueva torre.

### Industrial Trust Company
Encargado en 1925 por Industrial Trust Company (fundada en 1886 por Samuel P. Colt), el edificio actual se construyó durante el período de auge de entreguerras como Industrial Trust Tower en 1927. Diseñado en el estilo art déco popular en ese momento, el edificio se abrió para los inquilinos el 1 de octubre de 1928.
Fue rebautizado como Fleet Bank Tower cuando Industrial Trust cambió su nombre a Fleet Financial Group en 1982. Siguió siendo la sede de Fleet hasta que Fleet se fusionó con Shawmut National Bank en 1995 y se trasladó a Boston como FleetBoston Financial. FleetBoston Financial retuvo la propiedad del edificio en ese momento.
En 1998, Bank of America adquirió FleetBoston Financial y el edificio se convirtió en el edificio Bank of America. En 2008, poco antes de la Gran Recesión en los Estados Unidos, el edificio fue comprado por High Rock Development de Massachusetts por 33,2 millones de dólares. Bank of America era el único inquilino del edificio y utilizaba aproximadamente la mitad del edificio. Bank of America invirtió 7 millones en un nuevo sistema de seguridad contra incendios y rociadores.

### Vacante
En 2012, Bank of America, todavía el único inquilino, decidió no renovar su contrato de arrendamiento. El banco desalojó el edificio y lo dejó vacío. La solicitud de High Rock de fondos públicos para remodelar el edificio fue rechazada. Los contribuyentes estatales, todavía resentidos por el controvertido préstamo por pérdida de dinero a 38 Studios en 2012, no estaban de humor para ofrecer financiación pública o créditos fiscales. En 2016, se estimó que se necesitarían al menos 115 millones de dólares para rehabilitar el edificio.

## Detalles arquitectónicos
De estructura de armazón de acero revestida en piedra caliza de Indiana, con granito de Deer Island en su base, la torre fue anunciada como "Un edificio comercial para el negocio de la construcción". Tiene seis alas que parten de una torre central. Aunque los edificios escalonados en la ciudad de Nueva York habían sido una solución común para las estrictas políticas de zonificación de Manhattan de 1916 con respecto a la luz y el aire adecuados, no existían tales restricciones en Providence; sin embargo, los arquitectos de Nueva York Walker & Gillette optaron por incluir la innovadora masa simétrica escalonada, con la ayuda del arquitecto local George Frederick Hall.
La base y la moldura en la parte superior de la base se construyeron para igualar la altura de la cornisa de los edificios de cuatro pisos adyacentes existentes (ahora desaparecidos). Se encontraba entre los edificios más altos de Nueva Inglaterra cuando se completó, y ocupó el tercer lugar después de su construcción en la Travelers Tower de 1919 a 161 m en Hartford, Connecticut, y la expansión de 1915 de la Custom House Tower (a 151 m) en Boston. La mayor parte del arte en relieve se encuentra en la cornisa de la base de la torre, donde 22 marcos representan escenas de interacción entre nativos americanos y colonos y etapas de industrialización junto a cuatro sellos y cuatro águilas.

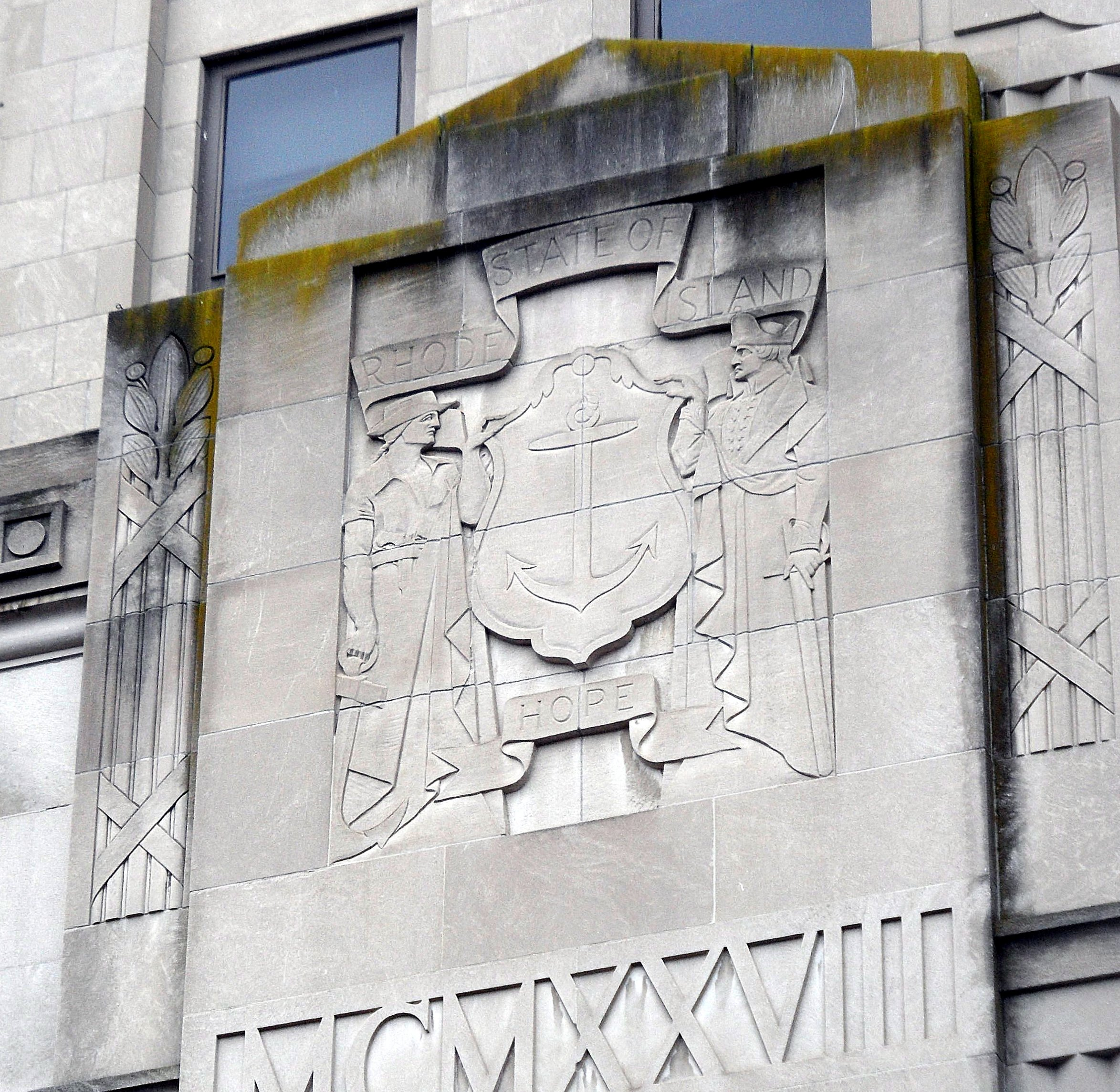
Relieves en la fachada.

Dos escaleras a nivel de la calle se elevan en los extremos este y oeste de un majestuoso gran salón con columnas, que tiene tres pisos de altura y recorre todo el edificio; contiene grandes ventanales que dan a Kennedy Plaza y al Arcade Building. El nivel del balcón del gran salón contiene el vestíbulo y la entrada a un salón de baile íntimo con chimeneas de mármol y candelabros de bronce.
El piso 26 albergaba la oficina ejecutiva de Industrial Trust Company. La suite contiene áreas comunes para el personal de secretaría, comedor y oficinas. Una escalera conduce al "vagón comedor" privado del nivel 29 de la cara norte superior o al salón de la góndola diseñado para parecerse a la góndola de un dirigible; la habitación contiene un armario para vinos y detalles de cuero oscuro. Una caja nido de halcón peregrino se encuentra en el área. Los pisos 28 y 29 contienen un sistema de servicio de agua por gravedad; dos grandes tanques en estos niveles alimentan el edificio. El piso 29 contiene un lavabo para el servicio a las habitaciones Góndola y balcones contiguos.
En el sótano hay una bóveda, diseñada para albergar artículos pequeños y grandes, provista de áreas de almacenamiento para las pertenencias del cliente, como alfombras finas. La bóveda tiene una puerta de 17 toneladas (15,5 toneladas).
Las puertas y molduras metálicas fueron fabricadas por Dalhstrom Metallic Door Company de Jamestown, Nueva York. Algunas de las puertas a nivel de la calle poseen un arte en relieve de águilas en latón. El vidrio original de la baliza era de tono verde y estaba rematado con un globo decorativo, rodeado por un círculo de águilas de piedra que pesaban 7,5 toneladas (6,8 toneladas). En 1932, fue dañado y reparado después de un rayo. Esta característica arquitectónica fue eliminada en 1950 después de que un águila cayera a la calle en 1930.
Los pisos 5, 12, 14, 17, 18, 26 y 30 retroceden para formar el perfil distintivo del edificio. esde el anochecer hasta la medianoche, el pico del edificio se ilumina tradicionalmente de un azul brillante con rojo y verde en Navidad y el Día de San Valentín. El edificio se ha mantenido relativamente sin cambios a lo largo de los años con la excepción del vestíbulo, las ventanas superiores y la torre de dos pisos y el faro de luz. Debido a su ocupación vacante, las luces exteriores que iluminan la superestructura no están encendidas. En 1973, la torre de balizas se apagó por primera vez desde 1928 para ahorrar energía.

## En cultura popular
111 Calle de Westminster es generalmente referida a como el "Edificio de Superman", debido a su parecido al edificio de Daily Planet en Superman.
El edificio y sus vecinos se muestran de manera prominente en el horizonte de la ciudad ficticia de Quahog, Rhode Island, el escenario de la comedia animada para adultos estadounidense Padre de familia. El edificio se ve a menudo detrás de la casa de la familia Griffin en la ficticia Spooner Street.
El edificio actual en 111 Westminster Street posiblemente influyó en los elementos de diseño que se ven en las dos torretas del Providence Place Mall.

## Galería

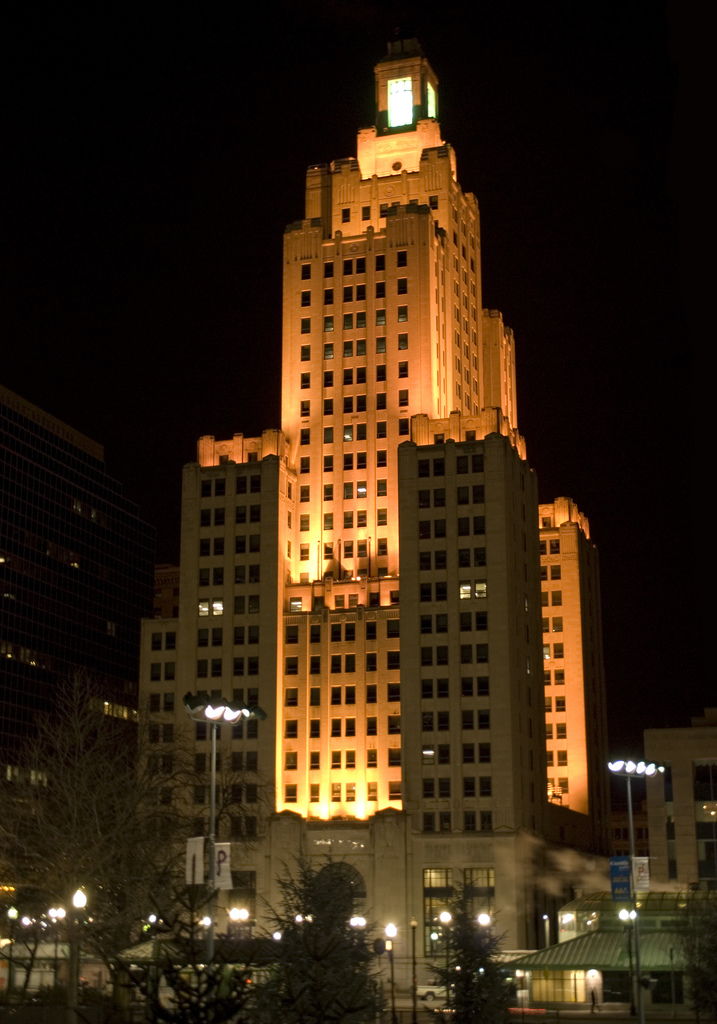
Iluminación nocturna
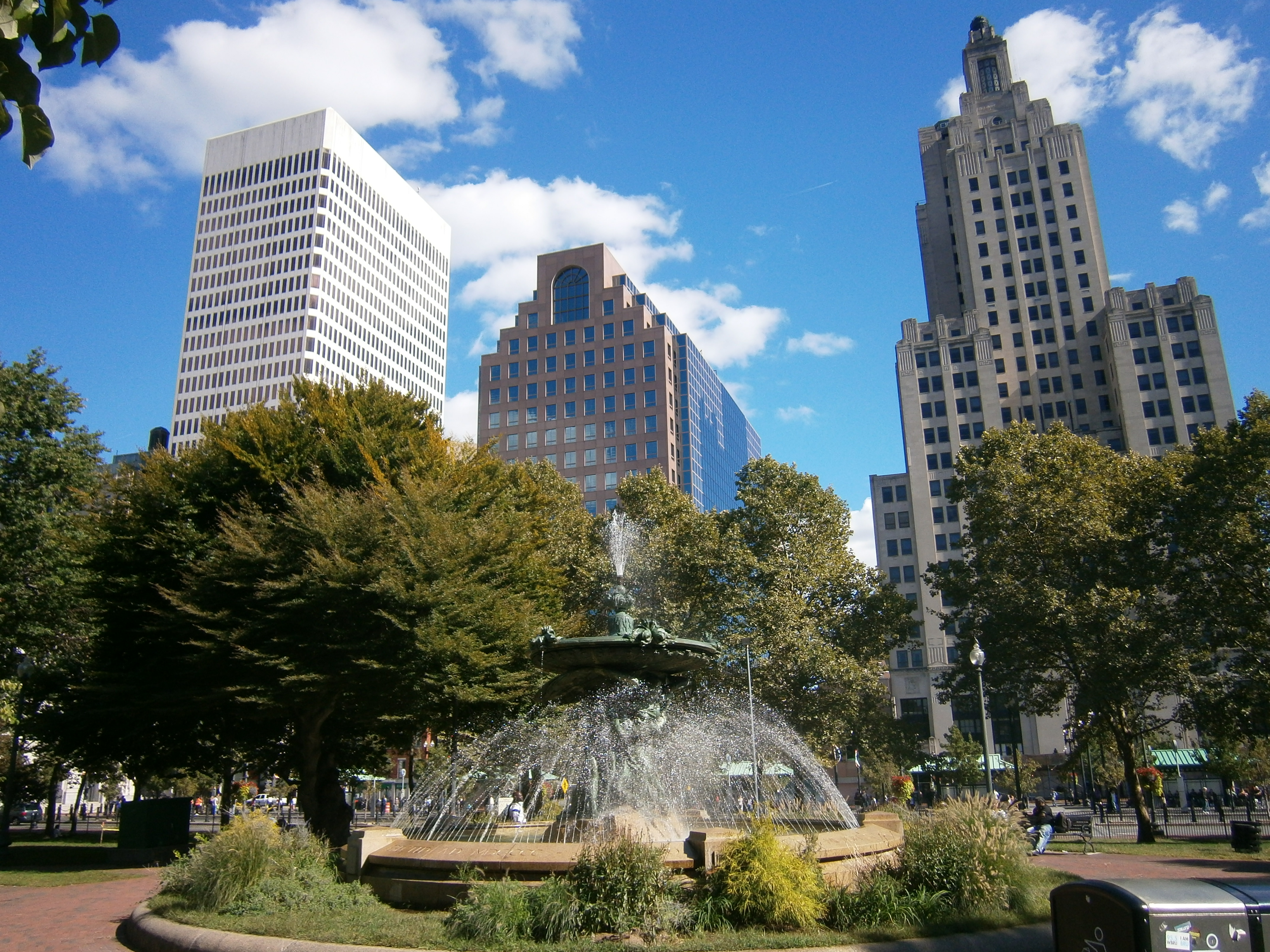
Fuente Bajnotti en el Parque Burnside
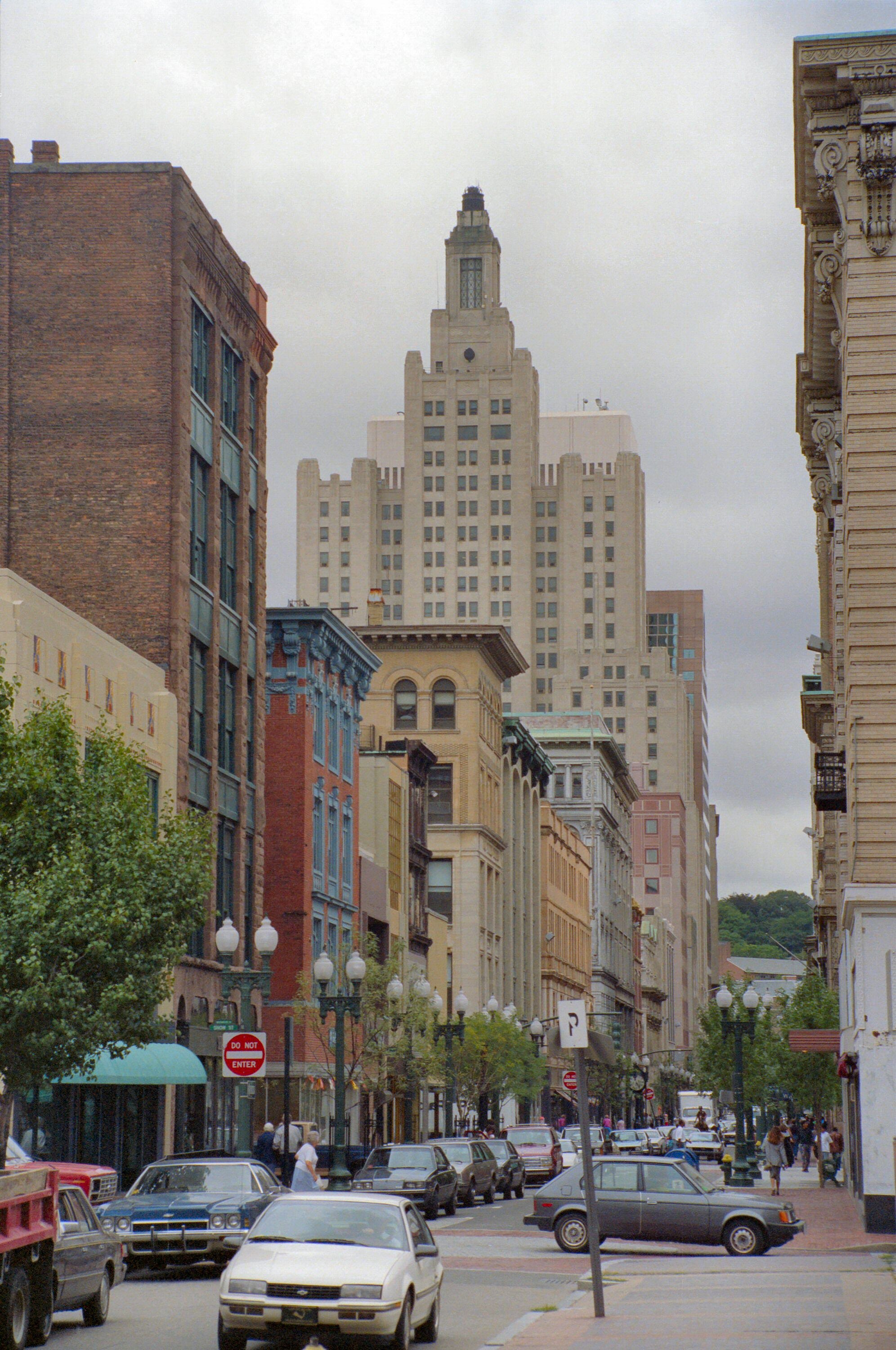
Desde Westminister con Snow
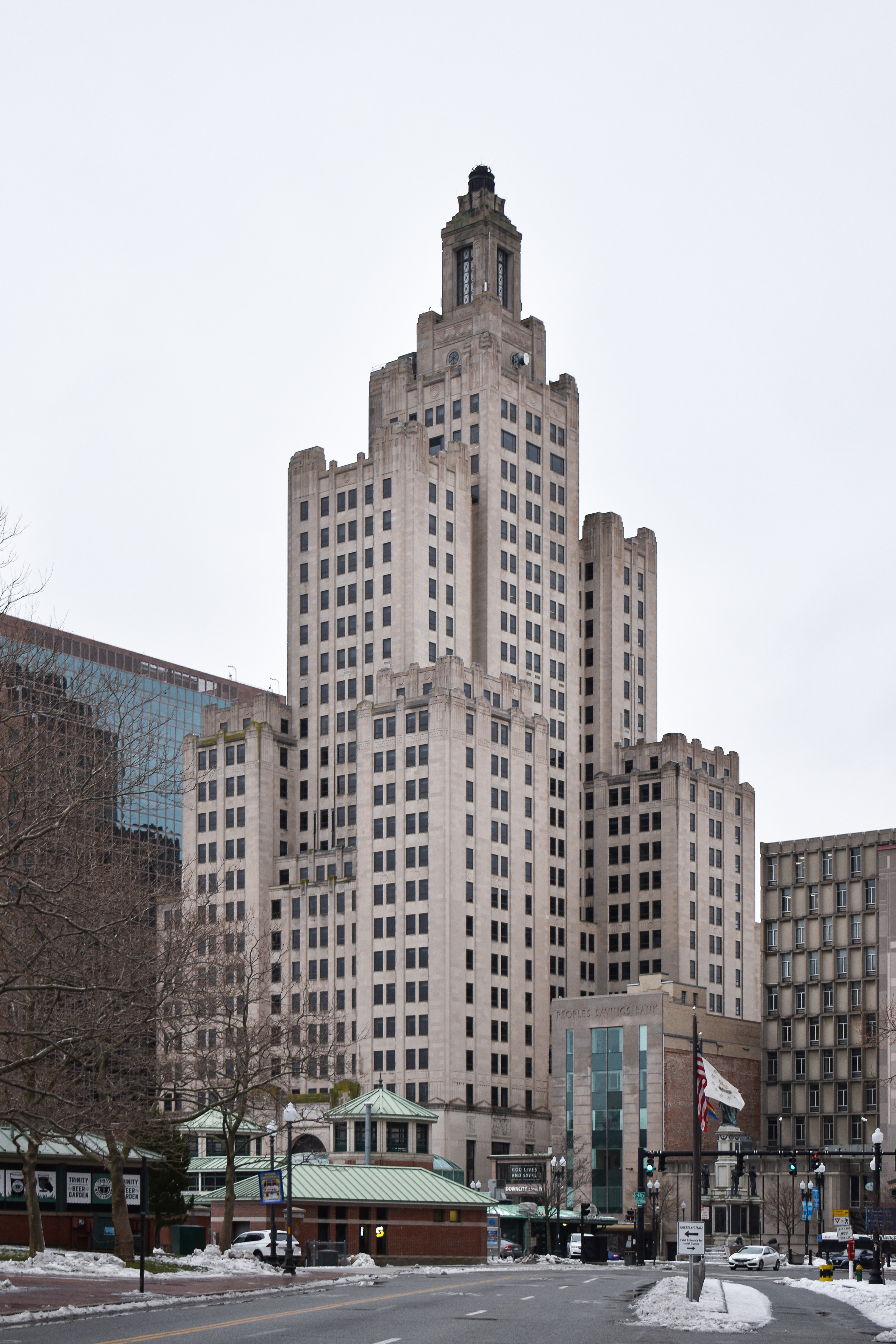
Desde el Parque Burnside
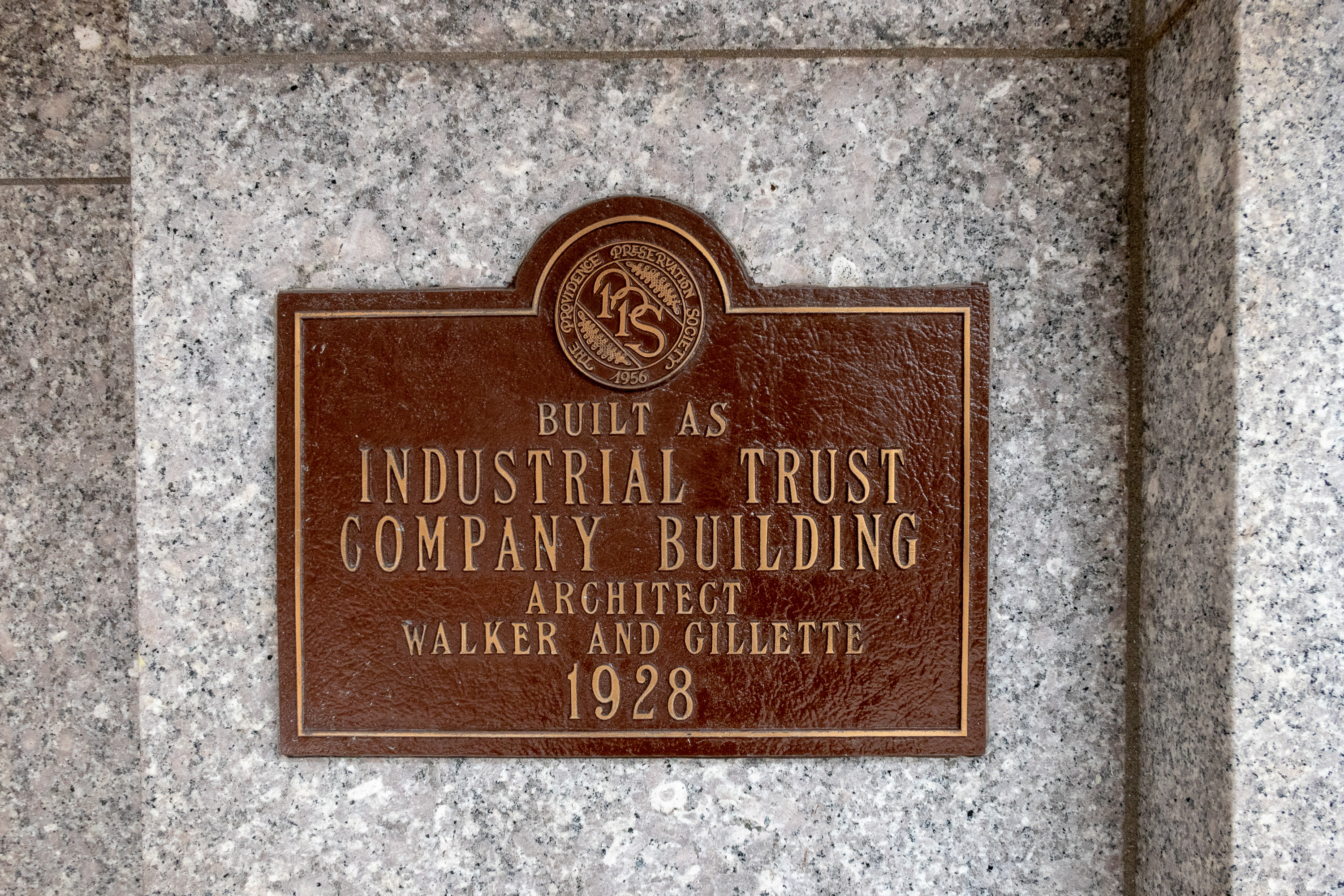
Placa conmemorativa